# Alpine Ski-Juniorenweltmeisterschaften 1996
Die 15. Alpinen Ski-Juniorenweltmeisterschaften fanden vom 27. Februar bis 3. März 1996 in Hoch-Ybrig im Kanton Schwyz in der Schweiz statt.

## Männer

### Abfahrt
| Platz | Land | Sportler         | Zeit (min) |
| ----- | ---- | ---------------- | ---------- |
| 1     | SUI  | Ambrosi Hoffmann | 1:31,08    |
| 2     | ITA  | Daniel Dorigo    | 1:31,77    |
| 3     | AUT  | Claudio Dietrich | 1:31,97    |
| 4     | SUI  | Didier Défago    | 1:32,19    |
| 5     | FRA  | Robin Marullaz   | 1:32,31    |
| 6     | FRA  | Claude Crétier   | 1:32,54    |

Datum: 27. Februar

### Super-G
| Platz | Land | Sportler               | Zeit (min) |
| ----- | ---- | ---------------------- | ---------- |
| 1     | SUI  | Didier Défago          | 1:26,76    |
| 2     | SUI  | Silvano Beltrametti    | 1:27,13    |
| 3     | FRA  | Pierre-Emmanuel Dalcin | 1:27,20    |
| 4     | FRA  | Robin Marullaz         | 1:27,28    |
| 5     | ITA  | Daniel Dorigo          | 1:27,39    |
| 6     | NOR  | Joakim Schicht         | 1:27,41    |

Datum: 28. Februar

### Riesenslalom
| Platz | Land | Sportler           | Zeit (min) |
| ----- | ---- | ------------------ | ---------- |
| 1     | AUT  | Rainer Schönfelder | 2:03,09    |
| 2     | AUT  | Daniel Uznik       | 2:03,75    |
| 3     | SUI  | Didier Défago      | 2:04,56    |
| 4     | AUT  | Achim Poscharnik   | 2:04,84    |
| 5     | SLO  | Ozbi Oslak         | 2:04,87    |
| 6     | NOR  | Martin Davik       | 2:05,09    |

Datum: 1. März

### Slalom
| Platz | Land | Sportler           | Zeit (min) |
| ----- | ---- | ------------------ | ---------- |
| 1     | AUT  | Benjamin Raich     | 1:31,71    |
| 2     | AUT  | Rainer Schönfelder | 1:32,38    |
| 3     | CAN  | Brent McKinlay     | 1:32,49    |
| 4     | FIN  | Kalle Palander     | 1:32,55    |
| 5     | JPN  | Kentarō Minagawa   | 1:32,77    |
| 6     | AUT  | Achim Poscharnik   | 1:33,19    |

Datum: 3. März

### Kombination
| Platz | Land | Sportler           | Punkte |
| ----- | ---- | ------------------ | ------ |
| 1     | AUT  | Rainer Schönfelder | 36,03  |
| 2     | SUI  | Didier Défago      | 37,49  |
| 3     | FIN  | Kalle Palander     | 73,10  |

Datum: 27. Februar/3. März
Die Kombination bestand aus der Addition der Ergebnisse aus Abfahrt, Riesenslalom und Slalom.

## Frauen

### Abfahrt
| Platz | Land | Sportlerin        | Zeit (min) |
| ----- | ---- | ----------------- | ---------- |
| 1     | AUT  | Selina Heregger   | 1:34,10    |
| 2     | SUI  | Sylviane Berthod  | 1:34,35    |
| 3     | AUT  | Eveline Rohregger | 1:34,94    |
| 4     | AUT  | Veronika Thanner  | 1:35,45    |
| 5     | USA  | Kirsten Clark     | 1:35,50    |
| 6     | ITA  | Antonella Marquis | 1:35,54    |

Datum: 27. Februar

### Super-G
| Platz | Land | Sportlerin         | Zeit (min) |
| ----- | ---- | ------------------ | ---------- |
| 1     | SUI  | Sylviane Berthod   | 1:31,50    |
| 2     | SLO  | Katarina Breznik   | 1:32,71    |
| 3     | GER  | Elisabeth Brandner | 1:32,84    |
| 4     | AUT  | Veronika Thanner   | 1:32,89    |
| 5     | AUT  | Selina Heregger    | 1:33,00    |
| 5     | CAN  | Jennifer Mickelson | 1:33,00    |

Datum: 28. Februar

### Riesenslalom
| Platz | Land | Sportlerin        | Zeit (min) |
| ----- | ---- | ----------------- | ---------- |
| 1     | ITA  | Karen Putzer      | 2:07,15    |
| 2     | AUT  | Selina Heregger   | 2:07,96    |
| 3     | SLO  | Katarina Breznik  | 2:09,98    |
| 4     | AUT  | Sabine Egger      | 2:10,81    |
| 5     | SUI  | Sylviane Berthod  | 2:11,32    |
| 6     | ITA  | Antonella Marquis | 2:11,59    |

Datum: 29. Februar

### Slalom
| Platz | Land | Sportlerin      | Zeit (min) |
| ----- | ---- | --------------- | ---------- |
| 1     | SWE  | Sandra Hälldahl | 1:43,79    |
| 2     | GER  | Monika Bergmann | 1:43,91    |
| 3     | AUT  | Sabine Egger    | 1:44,60    |
| 4     | SWE  | Karin Huttary   | 1:45,55    |
| 5     | USA  | Sarah Schleper  | 1:45,82    |
| 6     | SUI  | Linda Alpiger   | 1:46,33    |

Datum: 2. März

### Kombination
| Platz | Land | Sportlerin       | Punkte |
| ----- | ---- | ---------------- | ------ |
| 1     | AUT  | Selina Heregger  | 45,77  |
| 2     | SUI  | Sylviane Berthod | 50,54  |
| 3     | SLO  | Katarina Breznik | 58,54  |

Datum: 27. Februar/2. März
Die Kombination bestand aus der Addition der Ergebnisse aus Abfahrt, Riesenslalom und Slalom.

## Medaillenspiegel
| Platz | Land        | Gold | Silber | Bronze | Gesamt |
| ----- | ----------- | ---- | ------ | ------ | ------ |
| 1     | Österreich  | 5    | 3      | 3      | 11     |
| 2     | Schweiz     | 3    | 4      | 1      | 8      |
| 3     | Italien     | 1    | 1      | –      | 2      |
| 4     | Schweden    | 1    | –      | –      | 1      |
| 5     | Slowenien   | –    | 1      | 2      | 3      |
| 6     | Deutschland | –    | 1      | 1      | 2      |
| 7     | Finnland    | –    | –      | 1      | 1      |
| 7     | Frankreich  | –    | –      | 1      | 1      |
| 7     | Kanada      | –    | –      | 1      | 1      |